# Jez Šiluodu
Jez Šiluodu (poenostavljeno kitajsko: 溪洛渡大坝; tradicionalno kitajsko: 溪洛渡大壩; pinjin: Xīluòdù Dàbà) je velik jez na kitajski reki Džinša. Nahaja se blizu kraja Šiluodu v provinci Junan v Ljudski republiki Kitajski.  Konstrukcija se je začela decembra 2005, odprli so ga julija 2013. Cena izgradnje je bila okrog 6,2 milijarde ameriških dolarjev. Jez, v obliki loka, je visok 285,5 metra in dolg 700 metrov. Je tretji najvišji ločni jez na svetu. Rezervoar za jezom ima kapaciteto 12670000000 m3. Odtok vode ima kapaciteto  32278 m3/s. 
Hidroelektrarna ima osemnajst 770 MW francisovih turbin, skupna moč je 13860 MW. Na leto naj bi proizvedel okrog 57,1 TWh električne energije, kar je malo več kot polovica jeza treh sotesk.